# Gonomyia wunda
Gonomyia wunda är en tvåvingeart som beskrevs av Günther Theischinger 1994. Gonomyia wunda ingår i släktet Gonomyia och familjen småharkrankar. Inga underarter finns listade i Catalogue of Life.